# موش‌های جنگلی ریز
موش‌های جنگلی ریز (نام علمی: Nelsonia) نام یک سرده از زیرخانواده سینی‌دندانیان است.

## گونه‌ها
- Goldman's Diminutive Woodrat (Nelsonia goldmani)
- Diminutive Woodrat (Nelsonia neotomodon)